# Goffredo di Winchester
Goffredo di Winchester (Cambrai, 1050 circa – Winchester, 1107) è stato un poeta francese. Ha composto le sue opere in latino.

## Biografia
Goffredo fu priore dal 1082 dell'abazia di San Swithin (o San Swithun) a Winchester fino alla morte nel 1107.
Fu anche compositore di poesie: scrisse ecclesiologie ed elogi su re inglesi e un libro di epigrammi morali nello stile di Marziale. Le opere originali di Goffredo, infatti, furono inizialmente attribuite al poeta latino. Ad oggi sopravvivono ventuno manoscritti delle sue opere.

## Opere
- Liber proverbiorum o De moribus et vita instituenda composto da 238 poesie